# Nozim Babadjanov
Nozim Babadjanov (tiếng Tajik: Нозим Бобоҷонов) là một cầu thủ bóng đá Tajikistan thi đấu cho Tajik club Istiklol và Đội tuyển bóng đá quốc gia Tajikistan.

## Sự nghiệp

### Câu lạc bộ
Babadjanov bắt đầu sự nghiệp ở đội trẻ của Rubin Kazan, trước khi chuyển đến đội trẻ của Lokomotiv Moscow năm 2014. Đầu năm 2015, Babadjanov ký hợp đồng với Regar-TadAZ tại Tajikistan, một năm sau, ngày 11 tháng 1 năm 2016, FC Istiklol thông báo rằng họ đã ký hợp đồng Babadjanov với hợp đồng thời hạn 3 năm từ Regar-TadAZ chuẩn bị cho chiến dịch Cúp AFC 2016.
Ngày 18 tháng 1 năm 2017, Babadjanov ký hợp đồng 6 tháng với câu lạc bộ tại Giải bóng đá ngoại hạng Bahrain Bahrain SC

### Quốc tế
Babadjanov có màn ra mắt cho Tajikistan ngày 8 tháng 10 năm 2015 trước Kyrgyzstan.

## Thống kê sự nghiệp

### Câu lạc bộ
Tính đến trận đấu diễn ra ngày 3 tháng 6 năm 2018
| Câu lạc bộ           | Mùa giải            | Giải vô địch                             | Giải vô địch | Giải vô địch | Cúp Quốc gia | Cúp Quốc gia | Châu lục | Châu lục  | Khác    | Khác      | Tổng    | Tổng      |
| Câu lạc bộ           | Mùa giải            | Hạng đấu                                 | Số trận      | Bàn thắng    | Số trận      | Bàn thắng    | Số trận  | Bàn thắng | Số trận | Bàn thắng | Số trận | Bàn thắng |
| -------------------- | ------------------- | ---------------------------------------- | ------------ | ------------ | ------------ | ------------ | -------- | --------- | ------- | --------- | ------- | --------- |
| Regar-TadAZ          | 2015                | Giải bóng đá vô địch quốc gia Tajikistan |              |              |              |              | –        | –         | –       | –         |         |           |
| Istiklol             | 2016                | Giải bóng đá vô địch quốc gia Tajikistan | 18           | 6            | 7            | 2            | 2        | 0         | 1       | 0         | 28      | 8         |
| Bahrain              | 2016–17             | Giải bóng đá ngoại hạng Bahrain          |              |              |              |              | –        | –         | –       | –         |         |           |
| Chernomorets Balchik | 2017–18             | Second League                            | 0            | 0            | 0            | 0            | –        | –         | –       | –         | 0       | 0         |
| Istiklol             | 2018                | Giải bóng đá vô địch quốc gia Tajikistan | 10           | 1            | 0            | 0            | 6        | 0         | 1       | 1         | 17      | 2         |
| Tổng cộng sự nghiệp  | Tổng cộng sự nghiệp | Tổng cộng sự nghiệp                      | 28           | 7            | 7            | 2            | 8        | 0         | 2       | 1         | 45      | 10        |

### Quốc tế
| Đội tuyển quốc gia Tajikistan | Đội tuyển quốc gia Tajikistan | Đội tuyển quốc gia Tajikistan |
| Năm                           | Số trận                       | Bàn thắng                     |
| ----------------------------- | ----------------------------- | ----------------------------- |
| 2015                          | 2                             | 0                             |
| 2016                          | 5                             | 0                             |
| 2017                          | 7                             | 0                             |
| Tổng                          | 14                            | 0                             |

Thống kê chính xác đến trận đấu diễn ra ngày 19 tháng 7 năm 2017

## Danh hiệu

### Câu lạc bộ
Istiklol
- Giải bóng đá vô địch quốc gia Tajikistan (1): 2016[7]
- Cúp bóng đá Tajikistan (1): 2016[8]
- Siêu cúp bóng đá Tajikistan (2): 2016,[9] 2018[10]